# Рыбальченко, Вадим Валерьевич
Вадим Валерьевич Рыбальченко (укр. Вадим Валерійович Рибальченко; род. 24 ноября 1988, Киев) — украинский футболист, нападающий.

## Карьера
Воспитанник киевского футбола. В ДЮФЛ выступал за киевские «Арсенал» и «Отрадный». В 2005 году попал в дубль киевского «Арсенала». 15 октября 2006 года дебютировал в Высшей лиге в матче против харьковского «Металлиста» (0:0). В феврале 2007 года перешёл в киевское «Динамо». Выступал за «Динамо-2» и дубль. Стал чемпионом Украины среди дублирующих составов 2006/07. Летом 2007 года вернулся в «Арсенал». В команде выступал в основном за дубль.
Летом 2009 года перешёл луцкую «Волынь» на правах аренды. В команде дебютировал 19 июля 2009 года в матче против овидиопольского «Днестра» (1:5). В том матче Вадим забил гол.
За «Буковину» сыграл только 10 минут в кубковом матче против донецкого «Олимпика».